# Une horloge végétale

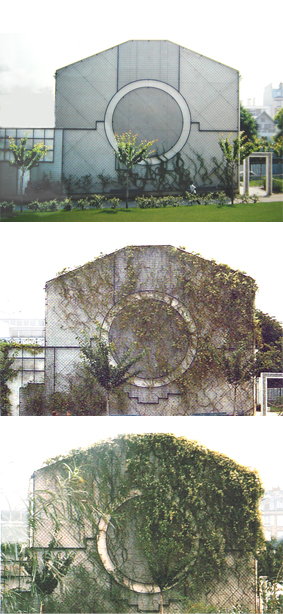
Une horloge végétale, de 1988 à 2015.

Une horloge végétale est une œuvre de l'artiste français Jean-Max Albert, située square Héloïse-et-Abélard, à Paris, en France et créée en 1988.

## Description
La composition géométrique est réalisée en treillage métallique industriel. Un cercle figure le cadran d’une horloge monumentale mais, en place d’aiguilles, ce sont trois qualités de plantes qui investissent le treillage. Un polygonum, un chèvrefeuille et une glycine qui ne suivent pas exactement le tracé du cartel mais donnent ainsi leurs heures en se déplaçant à leur vitesse de croissance respectives,,.
L'œuvre est construite sur le pignon aveugle de la  « Maisons de cinq sens », ancienne maison de campagne où sont organisés des ateliers de jardinage pour les écoliers.
Le mur pignon étant très accessible aux dégradations, plutôt que vers une fresque, l'artiste s’est orienté vers un projet en treillage et végétation qui écarte les velléités de graffitis.

## Localisation
L'œuvre est installée au centre du square Héloïse-et-Abélard, 24, rue Dunois dans le 13e arrondissement de Paris.

## Historique
Une horloge végétale date de 1988. Elle a été inaugurée par Jacques Toubon, député et adjoint au maire de Paris Jacques Chirac.

## Artiste
Jean-Max Albert (né en 1942) est un artiste français.